# Darryl Fitton
Darryl Fitton (* 5. Mai 1962 in Stockport) ist ein englischer Dartspieler, der bei der British Darts Organisation (BDO) erfolgreich war.
Er war bekannt für seine vielen hohen Aufnahmen. So hielt er von Mai 2005 bis Juni 2008 den Rekord für den höchsten Average im Fernsehen. Passend zu seiner Einlaufmusik läuft Fitton des Öfteren mit einer Sonnenbrille ein.

## Karriere
Fitton besaß bereits mit 10 Jahren sein erstes Dartboard, fing aber erst mit 15 Jahren an, regelmäßig zu trainieren. Auf lokaler Ebene konnte er schnell Fuß fassen. Bereits in seiner ersten Saison gewann er dort mehr Spiele, als er verlor.
Fitton trat dann 1997 erstmals im Fernsehen in Erscheinung, als er in der 1. Runde des World Matchplay gegen Peter Manley antrat. Jedoch verlor er das Spiel mit 6:8 und trat fortan nicht mehr bei der Professional Darts Corporation (PDC) auf.
Nachdem er ab dem Jahr 2000 begonnen hatte, regelmäßig an den Open-Turnieren der World Darts Federation (WDF) teilzunehmen und er 2001 in die englische Nationalmannschaft berufen worden war, gelang es ihm 2003, sich erstmals für die BDO-Weltmeisterschaft zu qualifizieren. Hier unterlag er seinem Landsmann John Burton zum Auftakt. In einer Partie bei der International Darts League 2004 gelang ihm ein Average von 114,15, was damals einen Rekord darstellte. Bei der Weltmeisterschaft später im Jahr war er erneut bei dem Turnier dabei und erzielte wie bereits im Vorjahr mit seiner ersten Aufnahme 180 Punkte. Er erreichte letztlich das Viertelfinale, wo er dem späteren Turniersieger Andy Fordham unterlag. 2005 schaffte er es ein weiteres Mal unter die letzten acht. Dieses Mal verlor er gegen Raymond van Barneveld, der ebenfalls am Ende das Turnier gewann. Anschließend schied Fitton 2006 und 2007 jeweils in der 1. Runde gegen Martin Adams und Phill Nixon aus. Beim World Masters dagegen stieß er bis ins Finale vor, wo er gegen Robert Thornton auch bereits mit 5:2 in Führung lag. Jedoch kam Thornton zurück und bezwang Fitton noch mit 7:5.
2008 konnte sich Fitton in seiner Erstrundenbegegnung der Weltmeisterschaft gegen Davy Richardson durchsetzen. Anschließend setzte er sich mit einem Average von über 100 Punkten deutlich gegen Gary Robson durch. Er unterlag dann dem an Position eins gesetzten Waliser Mark Webster, der wiederum das Turnier gewinnen sollte.
Fitton kam dann 2009 ins Halbfinale der Weltmeisterschaft. Hierzu schlug er zunächst Mark Salmon und Simon Whitlock. Im Viertelfinale bezwang er den gesetzten Scott Waites in einer umkämpften Partie. Der Finaleinzug wurde ihm dann durch seinen Freund Tony O’Shea verwehrt. Durchsetzen konnte Fitton sich jedoch bei den Dutch Open 2009, im Finale schlug er Willy van de Wiel. Auch bei den Isle of Man Open war er nach einem Sieg über Ted Hankey siegreich.
Zudem setzte er sich beim Zuiderduin Masters 2009 durch. Hier schlug er Martin Adams im Finale mit 5:2. Außerdem warf während des Turniers einen Neundarter gegen Ross Montgomery und sicherte sich dadurch zusätzliche 4.000 £, die er an eine regionale Wohltätigkeitsorganisation spendete. Bei der Weltmeisterschaft 2010 scheiterte er jedoch zum Auftakt an dem jungen Dave Chisnall.
2011 lief es für Fitton noch schlechter im Lakeside Country Club. Gegen Stuart Kellett gewann er in der 1. Runde nur ein Leg. Im Laufe des Jahres kam er aber wieder in Form und erreichte das Finale des Zuiderduin Masters, wo er trotz zweier Darts zum Sieg noch gegen Scott Waites verlor. Trotz der verbesserten Form verlor bei der Weltmeisterschaft erneut zum Auftakt, gegen die Nummer vier der Setzliste Robbie Green gab es ein 1:3.
Nach einer von wenig Höhepunkten geprägten Saison 2012 war Fitton bei der Weltmeisterschaft 2013 an Position 16 gesetzt. In der 1. Runde konnte er sich knapp gegen Benito van de Pas durchsetzen. Anschließend konnte er mit einem Sieg über Stephen Bunting für eine Überraschung sorgen. Im Viertelfinale unterlag er dann Wesley Harms. Trotz guter Form verlor er ein Jahr später wieder in der 1. Runde, dieses Mal gegen Tony Eccles. Es war Eccles letztes Turnier, bevor er wegen Vergewaltigung einer Minderjährigen verurteilt wurde. Im Jahr darauf kam Fitton erneut ins Viertelfinale des Turniers, nachdem er den Vorjahresfinalisten Alan Norris besiegt hatte. Er verlor dann aber gegen Glen Durrant.
2015 gelang Fitton sein zweiter Neundarter. Er spielte diesen im Finale der Dutch Open gegen Martin Adams und verlor das Spiel letztlich trotzdem. Im selben Jahr erreichte er das Finale der Jersey Open, das er gegen Scott Mitchell verlor. Bei der Weltmeisterschaft 2016 war Fitton an Position sieben gesetzt, unterlag aber dennoch in Runde eins gegen Dennis Harbour. Später im Jahr gewann er die BDO World Trophy, indem er Peter Machin mit 13:9 schlug. Mit diesem Sieg qualifizierte er sich auch für den Grand Slam of Darts.
Bei der Weltmeisterschaft 2017 konnte er noch einmal sein Können unter Beweis stellen. Er bezwang nacheinander Wouter Vaes, Pip Blackwell und Geert De Vos, bevor er im Halbfinale Danny Noppert unterlag. Anschließend gab Fitton auf Facebook bekannt, zur PDC wechseln zu wollen und trat dementsprechend bei der PDC Qualifying School 2018 an. Er konnte sich jedoch keine Tourkarte erspielen. So entschloss sich Fitton zur BDO zurückzukehren und trat bei den Dutch Open an und verlor dort im Achtelfinale gegen Dave Parletti. Bei der BDO-Weltmeisterschaft zum Jahresende ging es dann nur noch ins Achtelfinale, wo gegen Glen Durrant Schluss war. Er hatte dabei mit Hüftproblemen zu kämpfen.
Seitdem wurde es ruhiger um den mittlerweile über 60-jährigen Fitton. Er tritt nur noch selten in Erscheinung, so z. B. bei Turnieren der World Seniors Darts Tour (WSDT), bei dessen Weltmeisterschaft er 2023 das Viertelfinale erreichte und Leonard Gates unterlag.

## Weltmeisterschaftsresultate

### BDO
- 2003: 1. Runde (1:3-Niederlage gegen  John Burton) (Sätze)
- 2004: Viertelfinale (4:5-Niederlage gegen  Andy Fordham)
- 2005: Halbfinale (3:5-Niederlage gegen  Raymond van Barneveld)
- 2006: 1. Runde (1:3-Niederlage gegen  Martin Adams)
- 2007: 1. Runde (1:3-Niederlage gegen  Phill Nixon)
- 2008: Viertelfinale (1:5-Niederlage gegen  Mark Webster)
- 2009: Halbfinale (4:6-Niederlage gegen  Tony O’Shea)
- 2010: 1. Runde (1:3-Niederlage gegen  Dave Chisnall)
- 2011: 1. Runde (0:3-Niederlage gegen  Stuart Kellett)
- 2012: 1. Runde (1:3-Niederlage gegen  Robbie Green)
- 2013: Viertelfinale (2:5-Niederlage gegen  Wesley Harms)
- 2014: 1. Runde (1:3-Niederlage gegen  Tony Eccles)
- 2015: Viertelfinale (2:5-Niederlage gegen  Glen Durrant)
- 2016: 1. Runde (2:3-Niederlage gegen  Dennis Harbour)
- 2017: Halbfinale (3:6-Niederlage gegen  Danny Noppert)
- 2018: Achtelfinale (1:4-Niederlage gegen  Glen Durrant)

### WSDT
- 2022: 1. Runde (2:3-Niederlage gegen  Richie Howson)
- 2023: Viertelfinale (1:3-Niederlage gegen  Leonard Gates)
- 2024: 1. Runde (1:3-Niederlage gegen  Chris Mason)
- 2025: Achtelfinale (1:3-Niederlage gegen  Robert Thornton)

## Titel

### BDO
- World Trophy Sieger: 2016
- Zuiderduin Master: 2009

### WDF
- British Open Sieger: 2003
- British Classic Sieger: 2004
- Belgium Open Sieger: 2006
- Welsh Classic Sieger: 2006
- Turkish Open Sieger: 2008
- Dutch Open Sieger: 2009
- Englischer Meister: 2010
- Greek Open Sieger: 2011
- Polish Open Sieger: 2011
- Police Master: 2013
- German Open Sieger 2014
- Luxembourg Open Sieger: 2016

### Sonstige
- Sieger bei den British Internationals: 2003, 2007, 2009, 2010 (jeweils mit der englischen Mannschaft)
- North West British Open Sieger: 2003
- Yorkshire Classic Cheshire Open Sieger: 2003
- Vonderke Master: 2008
- Isle of Man Open Sieger: 2009
- Hemeco Open Rosmalen Sieger: 2010
- Open Paradiso Sieger: 2012